# Dictyochaceae
Die Dictyochaceae sind eine Familie einzelliger, mariner Algen des Phytoplankton, sie werden als einzige Familie in eine Ordnung Dictyochales gestellt. Bemerkenswert sind sie durch ein zumindest in einem Lebensstadium obligat auftretendes Skelett aus Siliciumdioxid (als amorpher Opal). Diese Skelette sind in Gesteinen, besonders des Neogen, gesteinsbildend als Fossilien erhalten. Die Gruppe wird, insbesondere von den Paläontologen, meist als Silicoflagellaten bezeichnet (früher auch formal als Ordnung Silicoflagellata oder Silicoflagellida gefasst). Die Gruppe ist rezent artenarm, viel mehr Arten sind fossil, anhand der Skelette, beschrieben worden. Dictyochaceae sind weltweit verbreitet, sie können in Meeren, besonders der nördlichen Breiten, manchmal hohe Dichten erreichen und Algenblüten verursachen.

## Beschreibung
Soweit der Lebenszyklus bekannt ist, treten Dictyochaceae in drei Stadien auf: planktonische Einzelzellen mit Skelett, nackte Einzelzellen ohne Skelett und amöboide, oft mehrkernige, nackte Zellen, die nacheinander im Rahmen ihres Lebenszyklus aufeinander folgen können. Alle Stadien vermehren sich, soweit bekannt, asexuell, eine sexuelle Fortpflanzung ist bisher nicht nachgewiesen.
Die Zellen erreichen etwa einen Durchmesser von 15 bis 20 Mikrometer. Sie sind beweglich durch ein einzelnes, in Schwimmrichtung nach vorn weisendes Flagellum (eine Schleppgeißel), das einseitig flügelartig verbreitert ist. Die Geißel ist mit dreigeteilten Flimmerhärchen (Mastigonema) besetzt. Nur im Elektronenmikroskop ist eine zweite, extrem kurze Geißel sichtbar, die nur an nackten Zellen auftritt, an skeletttragenden Zellen ist nur ihr Basalkörper vorhanden. Im Zentrum der Zelle sitzt der einzelne Zellkern mit benachbartem Golgi-Apparat. Die Zelle trägt relativ kleine, ovale Chloroplasten mit einem Pyrenoiden (etwa 30 bis 50 pro Zelle bei Octasis speculum) von gelbgrüner Farbe. Als Pigmente wurden, neben Chlorophyll a und Chlorophyll c, die Carotinoide (aus der Gruppe der Xanthophylle) Fucoxanthin und Diadinoxanthin und einige andere in geringer Konzentration beobachtet. Jeder Chloroplast ist, wie typisch für die Ochrophyta, von vier Membranen umgeben.
Die Zellen sind rundlich, aber von variabler, veränderlicher Gestalt, oft mit lang vorstehenden Fortsätzen, Tentakel genannt.
Das Skelett sitzt außerhalb der Zelle und ist nicht von der Zellmembran bedeckt, es kann von der Zelle abgeworfen werden. Es besteht aus einem System untereinander verbundener, hohler Röhren aus amorphem Siliziumdioxid. Diese bilden in der Grundform zwei vier-, bis sechs- oder siebeneckige Ringe unterschiedlicher Größe, die durch Querstreben verbunden sind. Von jeden Ring stehen Stacheln unterschiedlicher Größe nach außen hin ab. Es resultiert eine abgeflacht korbartige, in Aufsicht sternförmige Gestalt. Die lebende Zelle füllt die korbartige Struktur der Ringe mehr oder weniger vollständig aus. Das Skelett wird, vermutlich in Vorbereitung auf eine Zellteilung, verdoppelt.

## Fossile Formen
Fossile Dictyochaceae sind ausschließlich in Form ihrer Skelette überliefert. Die ältesten bekannten, der Gruppe zugeordneten Formen stammen aus dem unterm Albium (Kreidezeit). Sie wurden aus Bohrkernen von Tiefseesedimenten sowohl im arktischen wie im antarktischen Ozean gefunden. Sie waren zunächst selten, wurden aber ab dem Santonium in arktischen Breiten recht abrupt häufiger. Aus der Kreide sind acht Gattungen beschrieben, von denen nur eine (Corbisema) das Massenaussterben an der Kreide-Paläogen-Grenze überlebte. Dictyochaceae waren im Paläogen und frühen Neogen recht artenreich und von vergleichbarer Formenfülle wie die Diatomeen, seit dem frühen Miozän hat ihre Artenfülle enorm abgenommen, während die ebenfalls Silikatskelette tragenden Diatomeen stark zugenommen haben. Es sind etwa 250 fossile Arten beschrieben.
Aus pragmatischen Gründen werden die Skelette von Dictyochaceae (in der Regel als Silicoflagellaten bezeichnet) meist zusammen mit den ebenfalls silikatischen Skleriten der Ebriacea und den Pentaster genannten Skleriten von Dinoflagellaten, zum Beispiel der Gattung Actiniscus behandelt (Actiniscus pentasterias wurde von Ehrenberg ursprünglich in der Gattung Dictyocha beschrieben).

## Biologie und Lebensweise
Alle Arten sind Einzeller und Bestandteil des marinen Phytoplankton. Sie sind weltweit verbreitet, werden aber häufiger aus nördlichen Breiten angegeben. Seit einigen Jahren werden Algenblüten der Art Octacis speculum (früher Dictyocha speculum) aus der Ostsee angegeben; diese werden auf erhöhte Nährstoffgehalte zurückgeführt. Die Algenblüte besteht an den deutschen Küsten normalerweise aus nackten Zellen. Obwohl die Zellen Pseudopodien-artige Fortsätze ausbilden, wird eine rein phototrophe Ernährungsweise angenommen, Mixotrophie gilt als unwahrscheinlich.

## Forschungsgeschichte
Wie viele einzellige Lebewesen ist auch bei den Dictyochaceae lange Zeit unklar gewesen, ob sie zum Tier- oder zum Pflanzenreich (nach damaliger Konzeption) zu stellen wären. Die meisten früheren Taxonomen betrachteten die Gruppe als Protozoen und bildeten den wissenschaftlichen Namen demgemäß nach den Regeln des zoologischen Code ICZN. Heute besteht Einmütigkeit darin, dass sie nach dem botanischen Code (ICN) zu behandeln sind. Dadurch bestehen für viele Taxa in der älteren Literatur mehrere Namen. Der ältere Name „Silicoflagellaten“ ist, in Art eines Trivialnamens, bis heute in Verwendung und wird insbesondere in der paläontologischen Literatur weiter benutzt.
Da die Gruppe kleine, marine Phytoplankter ohne jede wirtschaftliche Bedeutung umfasst, beschäftigten sich lange Zeit nur wenige Forscher mit ihr. Ausnahme waren hier die Paläontologen, die die charakteristisch geformten Skelette, manchmal massenhaft, in Sedimentgesteinen als Mikrofossilien gefunden hatten. Das Skelett war demgemäß diejenige Struktur, nach der Arten (Morphospezies) und Gattungen beschrieben wurden, auch die meisten rezenten Formen wurden zuerst nach fossilen Skeletten beschrieben. Dies ist problematisch, da die Skelettmorphologie der lebenden Arten sich als unerwartet variabel erwiesen hat und alle Arten, soweit bekannt, auch Formen und Stadien ohne Skelett umfassen, die teilweise in Kultur über sehr lange Zeit in dieser Form weitervermehrt werden können. Der Status etlicher nominaler Gattungen und Arten ist dadurch ungeklärt. Die Variabilität und Formenfülle ist dabei weitaus größer als diejenige der rezenten Formen und umfasst diese vollständig.
Der erste Forscher, der Silicoflagellaten beschrieben hat, war der Biologe und Geologe Christian Gottfried Ehrenberg 1837, der fossile Formen in einem Kieselschiefer aus Oman, und bald darauf auch in nordischer Kreide, bemerkte. Ehrenberg war auch der erste, der (im Jahr 1840) in der Ostsee lebende Zellen fand und beschrieb. Der wissenschaftliche Name wird heute Ernst Haeckel zugeschrieben, obwohl dieser die Formen völlig verkannte und sie den Radiolarien zuschlug, also sie als „Tiere“ klassifizierte. Dies ergibt sich daraus, dass Ehrenbergs Namen unter den Regeln des ICN falsch gebildet waren.
Nachdem die Gruppe noch bis Anfang der 1970er Jahre verbreitet als „Flagellaten“ (Mastigophora) aufgefasst wurde, erkannten spätere Forscher sie als photoautotrophe Algen, meist wurden sie, in unklarer Stellung, im Umkreis der Goldbraunen Algen (Chrysophyceae) einsortiert. Weitere Fortschritte erzielten erst molekulare Methoden, vor allem die Phylogenomik. Danach bilden sie gemeinsam mit den Pedinellales (Einzeller mit nackter oder beschuppter Oberfläche und innerem Skelett (Lorica), mit oder ohne Chloroplasten) und der Gattung Rhizochromulina (amöboide, nackte Zellen mit Chloroplasten und begeißelter Zoospore) die Klasse der Dictyochophyceae innerhalb der Ochrophyta. Obwohl die goldbraunen Algen recht nahe Verwandte dieser Gruppe sind, waren am nächsten verwandt und Schwestergruppe die Kieselalgen oder Diatomeen im weiteren Sinne. Die gemeinsame Gruppe wird teilweise als Taxon Diatomista bezeichnet.

## Taxonomie und Systematik
Die Taxonomie der Dictyochaceae ist etwas verworren, da zahlreiche Arten in jüngerer Zeit in neue Gattungen gestellt oder traditionell verwendete Gattungsnamen ersetzt worden sind. Es gibt offenbar eine Reihe bisher unbeschriebener Arten. Weitere Arten sind bisher nur von Umwelt-DNA-Sequenzproben bekannt, aber der zugehörige Organismus noch nicht entdeckt worden. Rezent sind nur wenige Arten in drei Gattungen bekannt.
- Familie Dictyochaceae
  - Gattung Dictyocha Ehrenberg
    - Dictyocha fibula Ehrenberg

  - Gattung Octacis Schiller
    - Octacis octonaria Hovasse
    - Octacis speculum (Ehrenberg) F.H. Chang, J.M. Grieve & J.E. Sutherland (Synonym Dictyocha speculum, Distephanus speculum)

  - Gattung Viciticus F.H.Chang
    - Vicicitus globosus (Y.Hara & Chihara) F.H.Chang